# キャスリーン・ロバートソン
キャスリーン・ロバートソン（Kathleen Robertson, 1973年7月8日 - ）は、カナダの女優である。『ビバリーヒルズ青春白書』のクレア役で知られている。

## 経歴
1973年7月8日、オンタリオ州ハミルトンに生まれる。
1994年から『ビバリーヒルズ青春白書』に出演、その後1997年までレギュラー出演した。
2000年、映画『サイコ・ビーチ・パーティ』に出演。同年、『ビューティフル』に出演する。
2019年にはテレビドラマ「ノーザン・レスキュー」にメインキャストとして出演。
2022年からは1994年の同名映画を基にしたテレビドラマ『スイミング・ウィズ・シャークス』に制作・脚本・エグゼクティブプロデューサーとして参加、出演もしている。

## フィルモグラフィー

### 映画
- クロス・ヒート Blown Away （1993年）
- ノーウェア Nowhere （1997年）
- クレイジー・ナッツ 早く起きてよ I Woke Up Early the Day I Died （1998年）
- ドッグ・パーク Dog Park （1998年）
- スプレンダー/恋する3ピース Splendor （1999年）
- サイコ・ビーチ・パーティ Psycho Beach Party （2000年）
- ビューティフル Beautiful （2000年）
- 最'新'絶叫計画 Scary Movie 2 （2001年）
- スピーキング・オブ・セックス Speaking of Sex （2001年）
- アイ・アム・サム I Am Sam （2001年）
- コントロール Control （2004年）
- ハリウッドランド Hollywoodland （2006年）
- かぞくのけんか A Night for Dying Tigers （2010年）
- ネイビーシールズ: チーム6 Seal Team Six: The Raid on Osama Bin Laden （2012年）
- バチカン・テープ The Vatican Tapes (2015年)

### テレビ
- マック★テン/MAC★10 In the Line of Duty: The Price of Vengeance （1994年）
- ビバリーヒルズ高校白書 Beverly Hills, 90210 （1994年 - 1997年）
- イン・ザ・ダーク/狙われた記憶 In the Dark （2003年）
- LAW & ORDER:犯罪心理捜査班 Law & Order: Criminal Intent （2005年）
- ミディアム 霊能者アリソン・デュボア Medium （2006年）
- アウター・ゾーン Tin Man （2007年）
- ワールド・オブ・テロ ～破滅へのカウントダウン～ The Terrorist Next Door （2008年）
- エスパー Glitch （2008年）
- CSI:マイアミ CSI: Miami （2010年）
- ルーキーブルー ～新米警官 奮闘記～ Rookie Blue （2011年）
- ベイツ・モーテル Bates Motel (2014年)
- MURDER IN THE FIRST／第1級殺人 Murder in the First (2014年 - 2016年)
- Northern Rescue (2019年)
- エクスパンス The Expanse (2021年-2022年)
- Swimming with Sharks (2022年)